# Удар ногою з розвороту

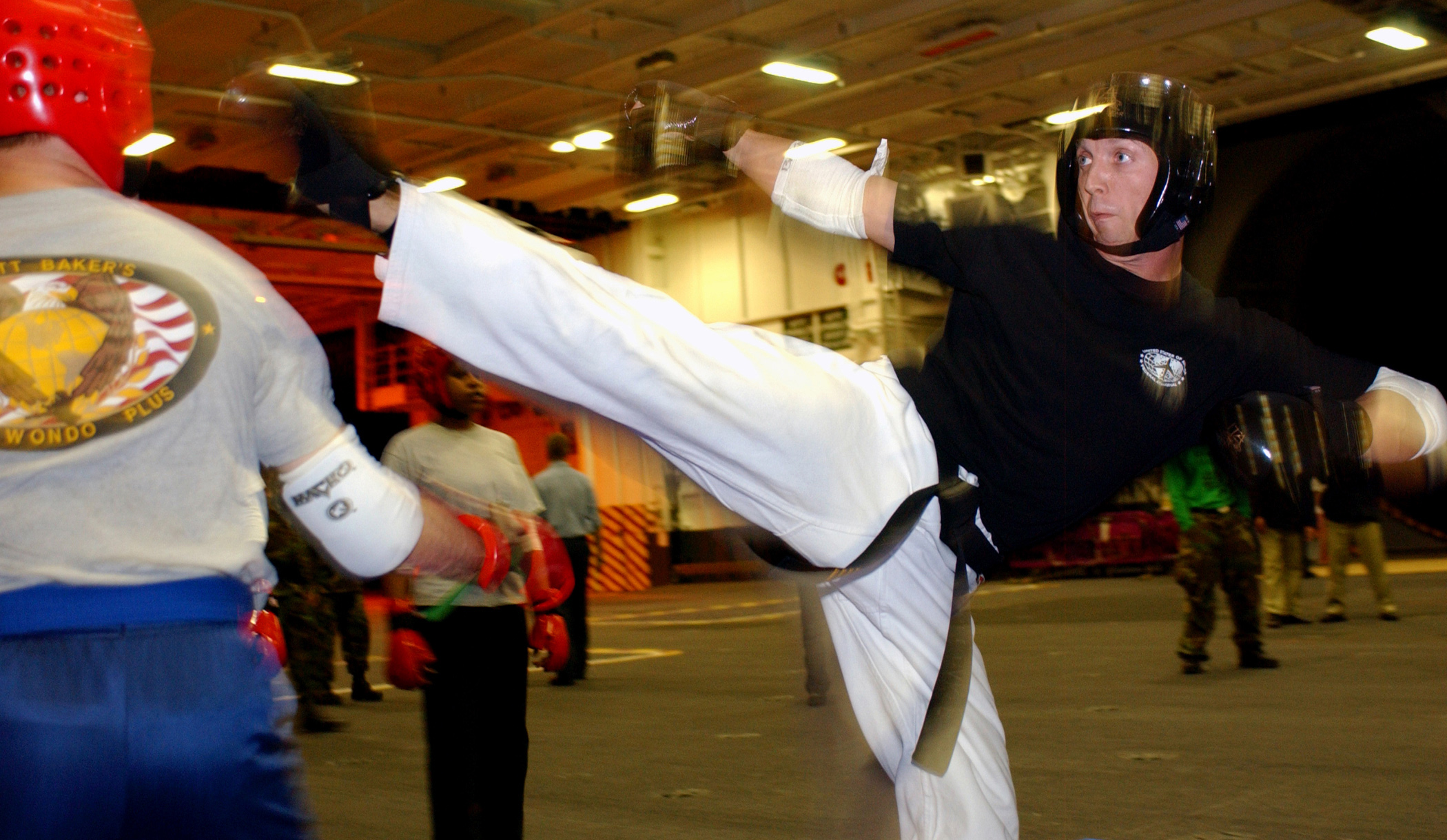
Удар ногою з розвороту.

Удар ногою з розвороту — це різновид удару ногою, який з метою надання особливої ударної маси виконується з розворотом корпусу. При такому способі нанесення ударний потенціал зростає завдяки використанню момента сили. Найчастіше з розвороту наноситься задній удар і зворотний круговий удар, але в деяких бойових мистецтвах, зокрема в ушу і тхеквондо арсенал ударів, які виконуються з розворотом корпусу, значно більший. Удари цього типу характерні також для карате, кікбоксингу, капоейри, бірманського боксу тощо. Удар з розвороту виконується як мідл-кік або хай-кік (тобто удар направлений в корпус або голову), за необхідності може виконуватись в стрибку. Техніка виконання удару різноманітна, і не підлягає узагальненню. 

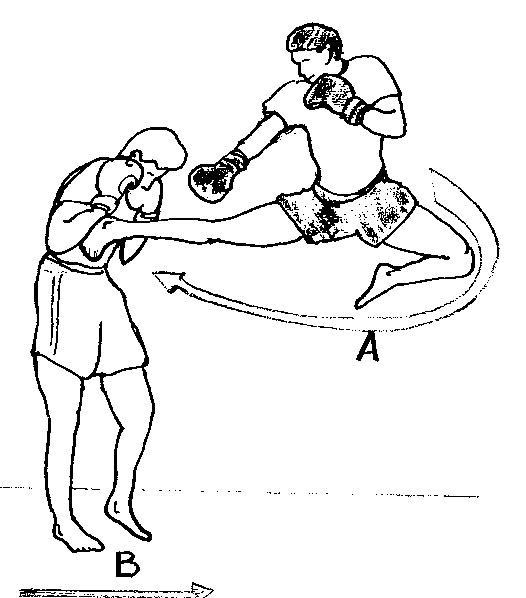
Боковий мідл-кік з розвороту в стрибку
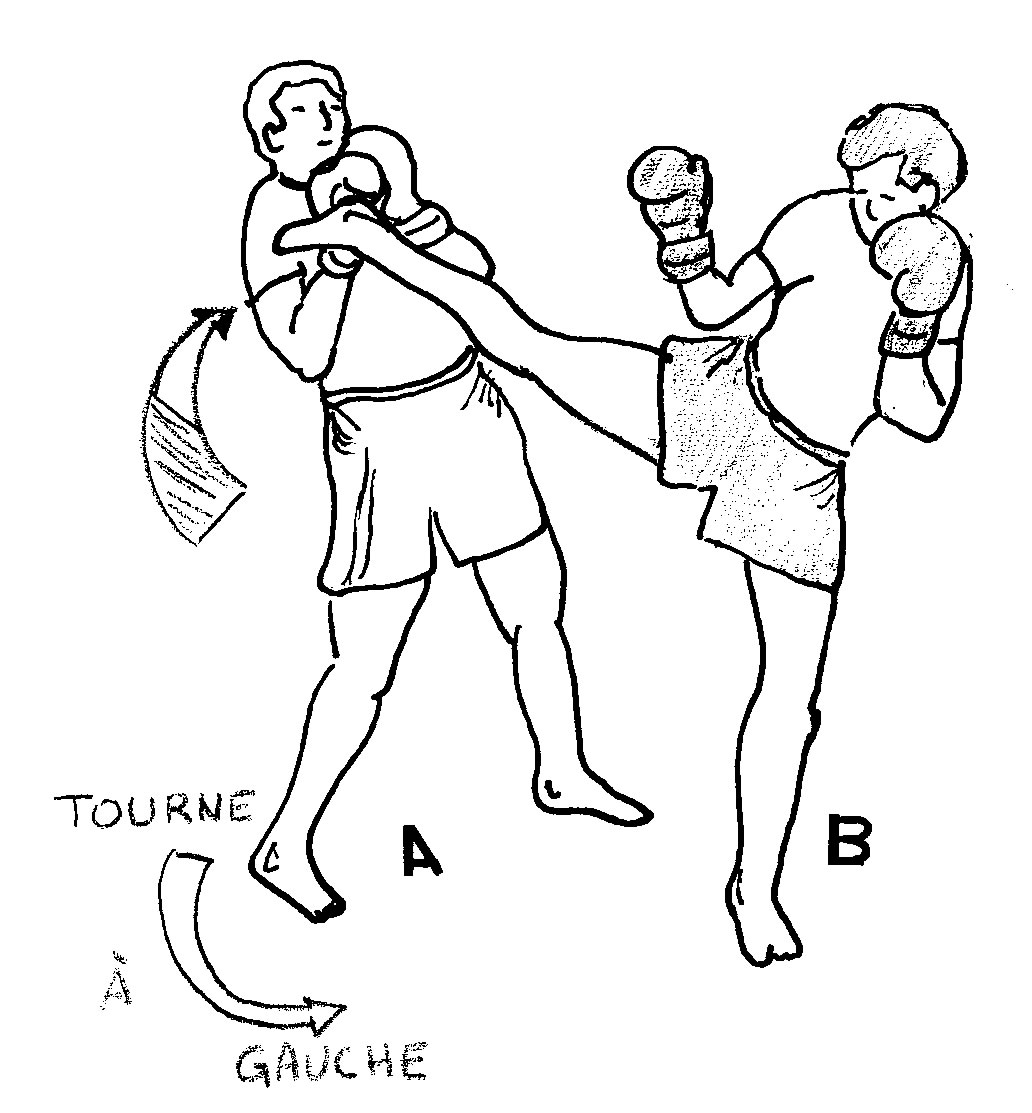
Зворотний круговий хай-кік з розвороту
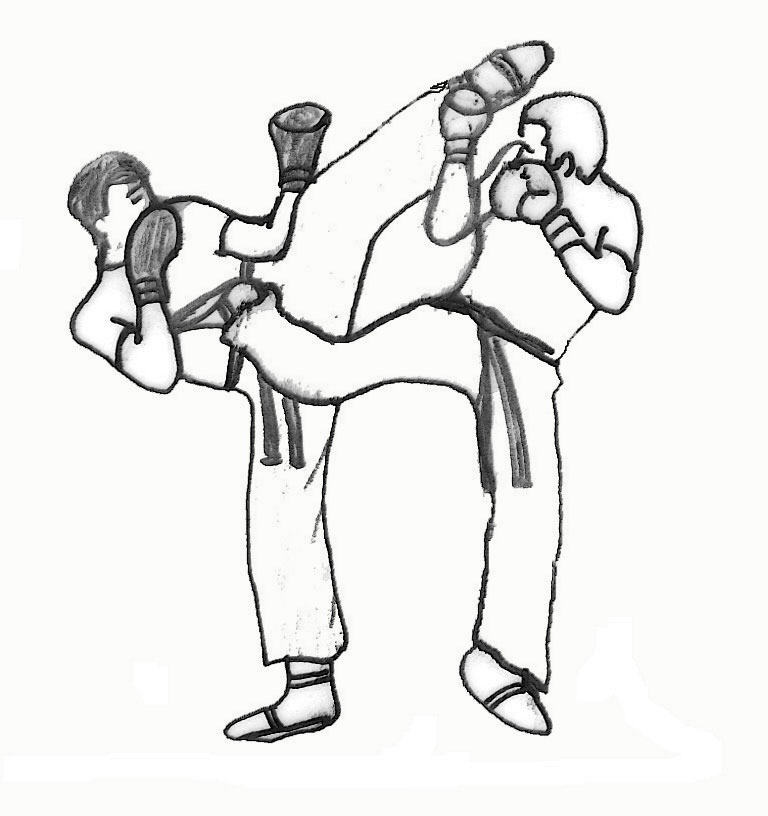
Задній мідл-кік з розвороту як контрудар

Поширені назви удару:
- в кікбоксингу — спінінг кік  (англ. spinning kick);
- в тхеквондо — банде чаґі (кор. 반대 차기);

## Цікаві факти
- Удар ногою з розвороту має особливу репутацію завдяки кіно. В фільмах жанру екшн ця ударна техніка була популяризована такими акторами і знавцями бойових мистецтв як Брюс Лі, Чак Норріс, Джекі Чан, Жан Клод Ван Дам, Джет Лі та іншими.
- В спортивних єдиноборствах удар зустрічається не часто, оскільки на високому змагальному рівні його важко виконати несподівано. Тим не менш, удар ефективно використовувався чемпіонами K-1 Бадром Харі та Ремі Боньяскі, чемпіоном Strikeforce Кунгом Ле, чемпіоном UFC Жоржем Сен-П'єром та іншими знавцями ударної техніки.
- Удар ногою з розвороту — найбільш високо оцінювана технічна дія в змаганнях за правилами ушу, панкратіону та деяких інших єдиноборств, де ударна техніка має виділені критерії оцінювання.[1][2]